# لولا ماجا
لولا ماجا (بالإنجليزية: Lola Maja)‏ هي فنانة مكياج نيجيرية، ولدت في 23 يناير 1978 في نيجيريا.

## وصلات خارجية
- لولا ماجا على موقع IMDb (الإنجليزية)
- لولا ماجا على موقع قاعدة بيانات الفيلم (الإنجليزية)